# Missulena bradleyi
Missulena bradleyi är en spindelart som beskrevs av William Joseph Rainbow 1914. Missulena bradleyi ingår i släktet Missulena och familjen Actinopodidae.
Artens utbredningsområde är New South Wales. Inga underarter finns listade i Catalogue of Life.